# New-York-City-Marathon 1982
Der New-York-City-Marathon 1982 war die 13. Ausgabe der jährlich stattfindenden Laufveranstaltung in New York City, Vereinigte Staaten. Der Marathon fand am 24. Oktober 1982 statt.
Bei den Männern gewann Alberto Salazar in 2:09:29 h und bei den Frauen Grete Waitz in 2:27:14 h.

## Ergebnisse

### Männer
| Platz | Athlet           | Land                   | Zeit (h) |
| ----- | ---------------- | ---------------------- | -------- |
| 01    | Alberto Salazar  | Vereinigte Staaten     | 2:09:29  |
| 02    | Rodolfo Gómez    | Mexiko                 | 2:09:33  |
| 03    | Dan Schlesinger  | Vereinigte Staaten     | 2:11:54  |
| 04    | Ryszard Marczak  | Polen                  | 2:12:44  |
| 05    | David Murphy     | Vereinigtes Königreich | 2:12:48  |
| 06    | Thomas Raunig    | Vereinigte Staaten     | 2:13:22  |
| 07    | George Malley    | Vereinigte Staaten     | 2:13:29  |
| 08    | José Gómez       | Mexiko                 | 2:13:43  |
| 09    | Martti Kiilholma | Finnland               | 2:13:51  |
| 10    | Dean Matthews    | Vereinigte Staaten     | 2:14:00  |

### Frauen
| Platz | Athletin           | Land               | Zeit (h) |
| ----- | ------------------ | ------------------ | -------- |
| 01    | Grete Waitz        | Norwegen           | 2:27:14  |
| 02    | Julie Brown        | Vereinigte Staaten | 2:28:33  |
| 03    | Charlotte Teske    | BR Deutschland     | 2:31:53  |
| 04    | Laura Fogli        | Italien            | 2:33:01  |
| 05    | Ingrid Kristiansen | Norwegen           | 2:33:36  |
| 06    | Julie Isphording   | Vereinigte Staaten | 2:34:24  |
| 07    | Laurie Binder      | Vereinigte Staaten | 2:35:18  |
| 08    | Nadeschda Gumerowa | Sowjetunion        | 2:35:28  |
| 09    | Carla Beurskens    | Niederlande        | 2:35:37  |
| 10    | Nancy Ditz         | Vereinigte Staaten | 2:38:08  |